# Императорская гвардия (Япония)

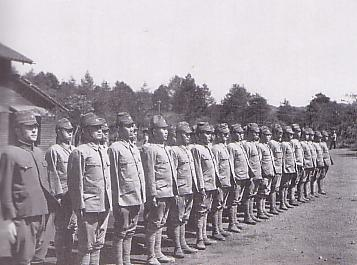
Построение части Императорской гвардии 19 сентября 1945 года.

Императорская гвардия (яп. 近衛師団) — организация, предназначенная для охраны императора Японии и его семьи, дворцов и иной собственности императора. Изначально являлась частью Японской императорской армии, и была распущена по окончании Второй мировой войны, в 1947 году была воссоздана как часть Национального полицейского агентства.

## История

### В составе Японской императорской армии
Императорская гвардия в составе 12 тысяч человек была создана в 1867 году, когда в результате реставрации Мэйдзи император Японии обрёл реальную власть. Она была организована на французский манер, и приняла боевое крещение при подавлении Сацумского восстания. Изначально она состояла из 1-й пехотной бригады (1-й и 2-й полки) и 2-й пехотной бригады (3-й и 4-й полки).
В 1885 году Императорская армия Японии состояла из 7 дивизий, одной из которых была дивизия императорской гвардии. Дивизия состояла из четырёх полков двухбатальонного состава, базировалась в Токио, новобранцы в неё поступали из всей страны.
После русско-японской войны в 1905 году была сформирована вторая гвардейская бригада, набранная из тайваньских аборигенов. В 1920 году в состав императорской гвардии вошли Гвардейский кавалерийский полк, Гвардейский полк полевой артиллерии, Гвардейский сапёрный батальон, Гвардейский транспортный батальон и другие вспомогательные подразделения. За период с 1937 по 1939 годы Гвардейский сапёрный батальон и Гвардейский транспортный батальон были развёрнуты в полки. В сентябре 1939 года Гвардейская дивизия была разделена на 1-ю и 2-ю гвардейские бригады.
1-я гвардейская бригада в составе 1-го и 2-го гвардейских пехотных полков, Гвардейского кавалерийского полка и половины вспомогательных подразделений была переброшена в Южный Китай. Здесь она действовала под названием «Смешанной гвардейской бригады», в октябре 1940 года вместе с другими японскими частями приняла участие во вторжении во Французский Индокитай. В апреле 1941 года Смешанная гвардейская бригада вернулась в Токио, однако не была воссоединена с Гвардейской дивизией.
2-я гвардейская бригада в составе 3-го и 4-го гвардейского полков также была отправлена в Китай. В 1940 году она сначала была послана в Шанхай, а затем переведена на остров Хайнань. В июне 1941 года в состав 2-й гвардейской бригады был добавлен 5-й гвардейский пехотный полк, и она вновь стала Гвардейской дивизией. Позднее она приняла участие в Таиландской, Малайской и Сингапурской операциях в составе 25-й армии Томоюки Ямаситы.
В мае 1943 года все гвардейские части вновь были переименованы. Размещённая в Токио Смешанная гвардейская бригада стала 1-й гвардейской дивизией (состоящей из 1-го, 2-го и 6-го гвардейского полков), а Дивизия императорской гвардии стала 2-й гвардейской дивизией. В 1944 году была сформирована 3-я гвардейская дивизия в составе 8-го, 9-го и 10-го гвардейских полков; она никогда не покидала Японских островов. Не имеется источников, которые бы подтверждали существование 7-го гвардейского полка.
По окончании Второй мировой войны все гвардейские части были расформированы.

### В составе Национального полицейского агентства
В 1947 году под эгидой Министерства внутренних дел было создано Главное управление полиции Императорского дворца, которое в 1954 году перешло под контроль Национального полицейского агентства. В настоящее время в нём работает 900 человек, занимающихся охраной императора Японии, наследного принца, императорской семьи и объектов, находящихся в императорской собственности — таких, как Императорский дворец Токио, Императорский дворец Киото, императорская вилла Кацура, императорская вилла Сюгаку-ин (обе — в Киото), сокровищница Сёсоин в Нара, императорские виллы в Хаяма и Насу. Также в состав Императорской гвардии входит подразделение конной полиции из 14 человек, выступающее в качестве почётного караула во время государственных церемоний. Помимо полицейских функций, Императорская гвардия также отвечает за противопожарную безопасность на территории Императорского дворца.

## Галерея

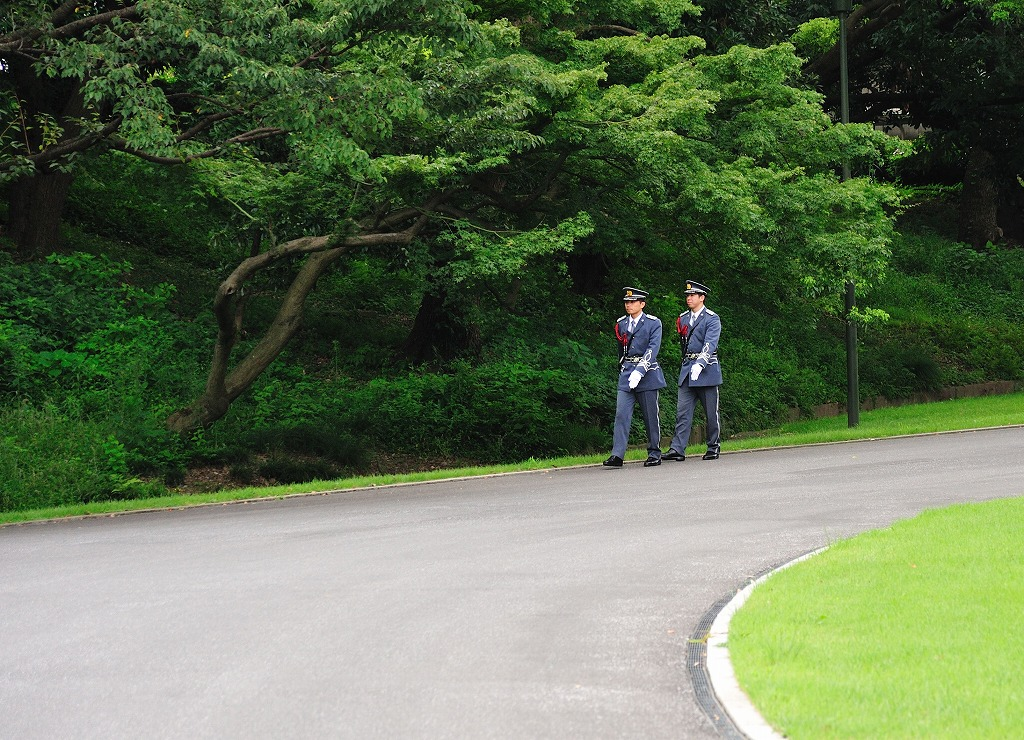
Современные гвардейцы
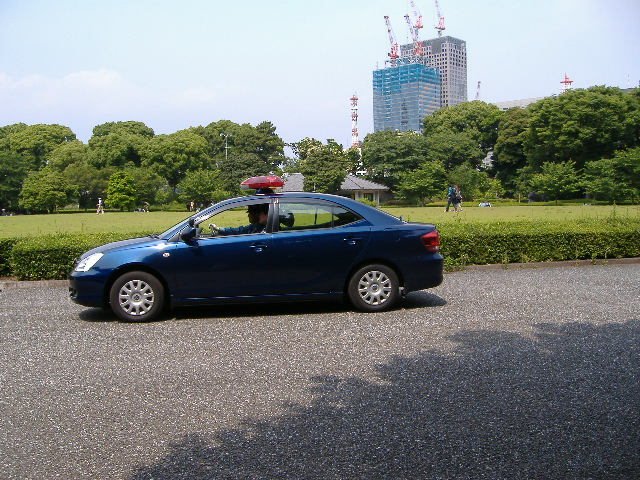
Патрульный автомобиль Императорской гвардии